# Josef Skořepa
Josef Skořepa (* 28. prosince 1981 v Nymburce) je český hokejový útočník. S hokejem začínal v rodném Nymburce.